# Saulgé
Saulgé ist eine französische Gemeinde mit 1.005 Einwohnern (Stand: 1. Januar 2022) im Département Vienne in der Region Nouvelle-Aquitaine; sie ist Teil des Arrondissements Montmorillon und des Kantons Montmorillon.

## Geografie
Saulgé liegt etwa 46 Kilometer südöstlich von Poitiers. Umgeben wird Saulgé von den Nachbargemeinden Montmorillon im Norden und Nordosten, Lathus-Saint-Rémy im Osten und Südosten, Plaisance im Süden, Moulismes im Süden und Südwesten, Persac im Westen und Südwesten sowie Sillars im Westen und Nordwesten.

## Bevölkerungsentwicklung
| Jahr                      | 1793 | 1876 | 1962 | 1968 | 1975 | 1982 | 1990 | 1999 | 2006 | 2011 | 2013 | 2014 |
| Einwohner                 | 1012 | 1364 | 948  | 868  | 904  | 950  | 1020 | 980  | 967  | 978  | 1004 | 1012 |
| Quelle: Cassini und INSEE |      |      |      |      |      |      |      |      |      |      |      |      |

## Sehenswürdigkeiten
- Kirche Saint-Divitien aus dem 11. Jahrhundert
- Schloss Beaupuy
- Donjon von Lenest, Reste einer Burganlage aus dem 14. Jahrhundert, seit 1990 Monument historique